# Camilla Andersson (Fußballspielerin, 1967)
Camilla Andersson (* 3. Juli 1967 in Stockholm) ist eine ehemalige schwedische Fußballspielerin.

## Karriere

### Vereine
Andersson spielte von 1992 bis 1997 für den Allmänna Idrottsklubben aus dem Stockholmer Stadtbezirk Älvsjö in der seit 1988 bestehenden Damallsvenskan, der höchsten Spielklasse im schwedischen Frauenfußball. Mit der Mannschaft gewann sie dreimal in Folge die Meisterschaft sowie zweimal den nationalen Vereinspokal.

### Nationalmannschaft
Andersson krönte ihr Debüt in der A-Nationalmannschaft am 20. September 1992 gleich mit ihren ersten beiden Länderspieltoren. Im letzten Spiel der EM-Qualifikationsgruppe 4, beim 10:0-Sieg über die Nationalmannschaft Irlands in Borås, traf sie zum 2:0 und 7:0 in der 31. und 67. Minute. Im 
Qualifikationsviertelfinalhinspiel am 13. Oktober 1992 – ebenfalls in Borås – bei der 1:2-Niederlage gegen die Nationalmannschaft Dänemarks, wurde sie ebenfalls eingesetzt. Mit dem 1:1-Unentschieden ihrer Mannschaft am 7. November 1992 in Hjørring im Rückspiel wurde die Teilnahme an der Europameisterschaft 1993 verpasst. Erst am 9. Oktober 1996 bestritt sie erneut ein Länderspiel; das in Turin gegen die Nationalmannschaft Italiens mit 1:0 gewonnen wurde, das am 16. Februar 1997 in Norrköping gegen die Nationalmannschaft Norwegens hingegen mit 0:2 verloren. Des Weiteren kam sie im Turnier um den Algarve-Cup 1997 in allen drei Spielen der Gruppe B zum Einsatz, wobei ihr in den ersten beiden jeweils ein Tor gelang. Im Spiel um Platz 3 wirkte sie beim 6:5-Sieg, der erst im Elfmeterschießen gegen die Nationalmannschaft Dänemarks errungen wurde, abschließend ebenfalls mit.
Nach zwei weiteren Freundschaftsspielen gegen die Nationalmannschaften Portugals und der Niederlande am 30. April in Lissabon (0:2) und am 11. Juni in Zeist (0:0), gehörte sie dem Kader für die in Norwegen und Schweden ausgetragene Europameisterschaft 1997 an. Ihr einziges Turnierspiel war zugleich ihr letztes Länderspiel für den SvFF und wurde von ihr mit dem ersten Spiel der Gruppe A, beim 2:1-Sieg über die Nationalmannschaft Russlands, begangen.

## Erfolge
Nationalmannschaft
- Halbfinalist Europameisterschaft 1997
- Dritter Algarve-Cup 1997

Älvsjö AIK
- Schwedischer Meister 1995, 1996, 1997
- Schwedischer Pokal-Sieger 1992, 1996